# Francisco de Luis
Francisco de Luis y Díaz (Gijón, 22 de marzo de 1896-Madrid, 28 de julio de 1973) fue un periodista español. Antimasón y antisemita católico, fue director de El Debate durante la Segunda República.

## Biografía
Desarrolló una importante labor como propagandista antes y durante la Guerra Civil, defendiendo ideas antisemitas y antimasónicas. Relevo de Ángel Herrera Oria en la dirección de El Debate, Francisco de Luis se destacó en 1935 como autor de un relevante texto antisemita en el campo cedista: su obra magna La Masonería contra España (con imprimátur eclesiástico), donde identificaba masonería y judaísmo ya desde el comienzo de la obra y afirmaba que «en cada judío va un masón: astucia, secreto doloso, odio a Cristo y su civilización, sed de exterminio. Masones y judíos son los autores y directores del socialismo y del bolchevismo».
Falleció el 28 de julio de 1973 en Madrid.